# Aït Sedrate Sahl Charkia
Aït Sedrate Sahl Charkia är en kommun i Marocko.   Den ligger i provinsen Tinghir och regionen Drâa-Tafilalet, 300 km söder om huvudstaden Rabat. Antalet invånare är 13 082.